# بيتر كاشمان جونز
بيتر كاشمان جونز هو سياسي أمريكي، ولد في 12 أكتوبر 1837 في بوسطن في الولايات المتحدة، وتوفي في 23 أبريل 1922 في هونولولو في الولايات المتحدة. نشط حزبياً في Independent (Kuokoa) Party ‏.